# Hauptstraße C43
Die Hauptstraße C43 (englisch Main Road C43) verläuft durch die Region Kunene im Nordwesten Namibias. Sie führt von der Hauptstraße C39 nordwärts über Palmwag nach Opuwo. Von dort führt sie weiter bis nach Epupa am Fluss Kunene an der Grenze mit Angola. Die C43 verfügt über eine Kiestragschicht.
Der Abschnitt südlich von Opuwo ist von wechselhaften Landschaften geprägt und passiert den Fahle Kuppen (1723 m über N. N.).